# نارون آمریکایی
نارون آمریکایی (نام علمی: Ulmus americana) نام یک گونه از سرده نارون است.

## نگارخانه

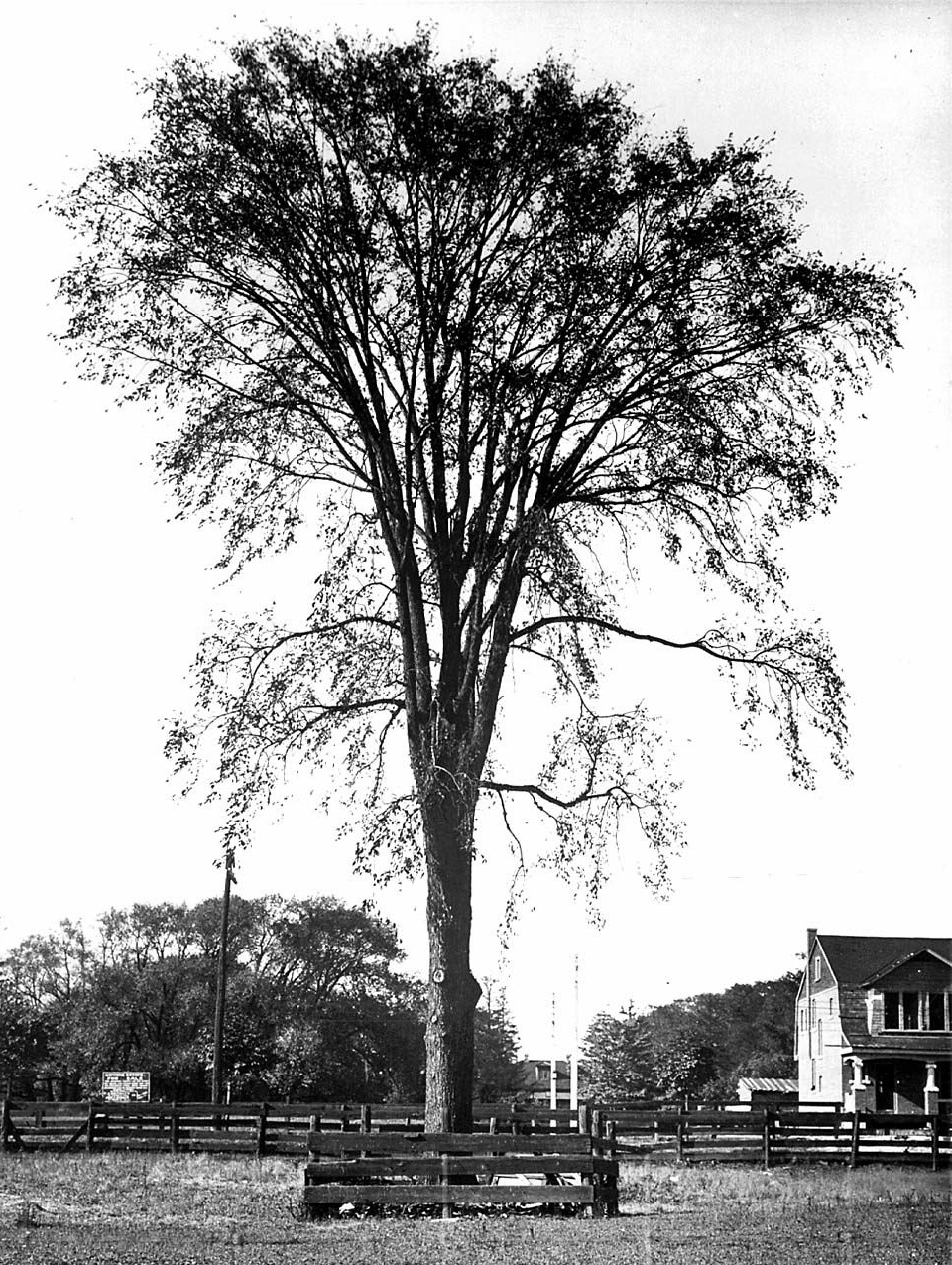
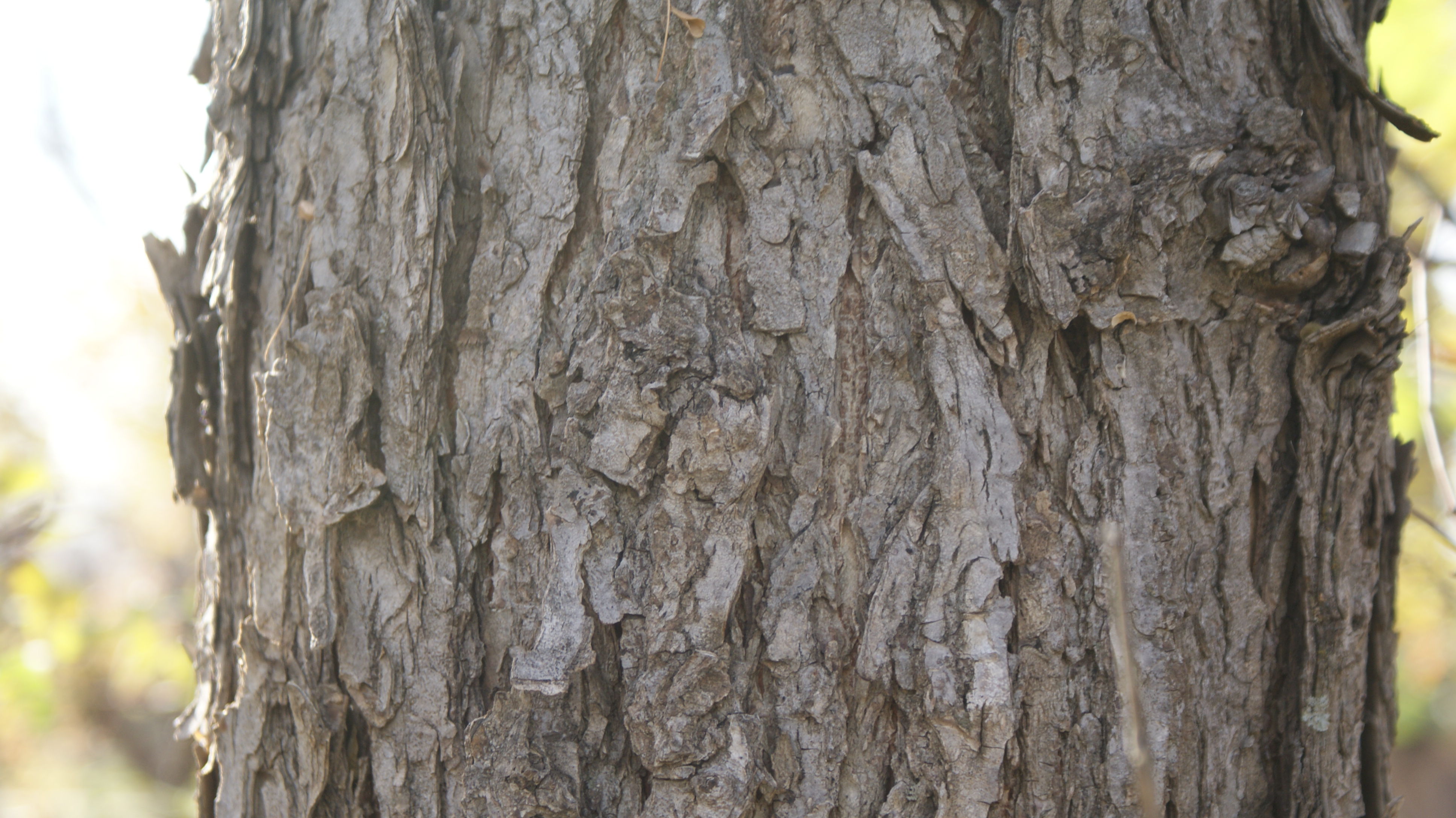
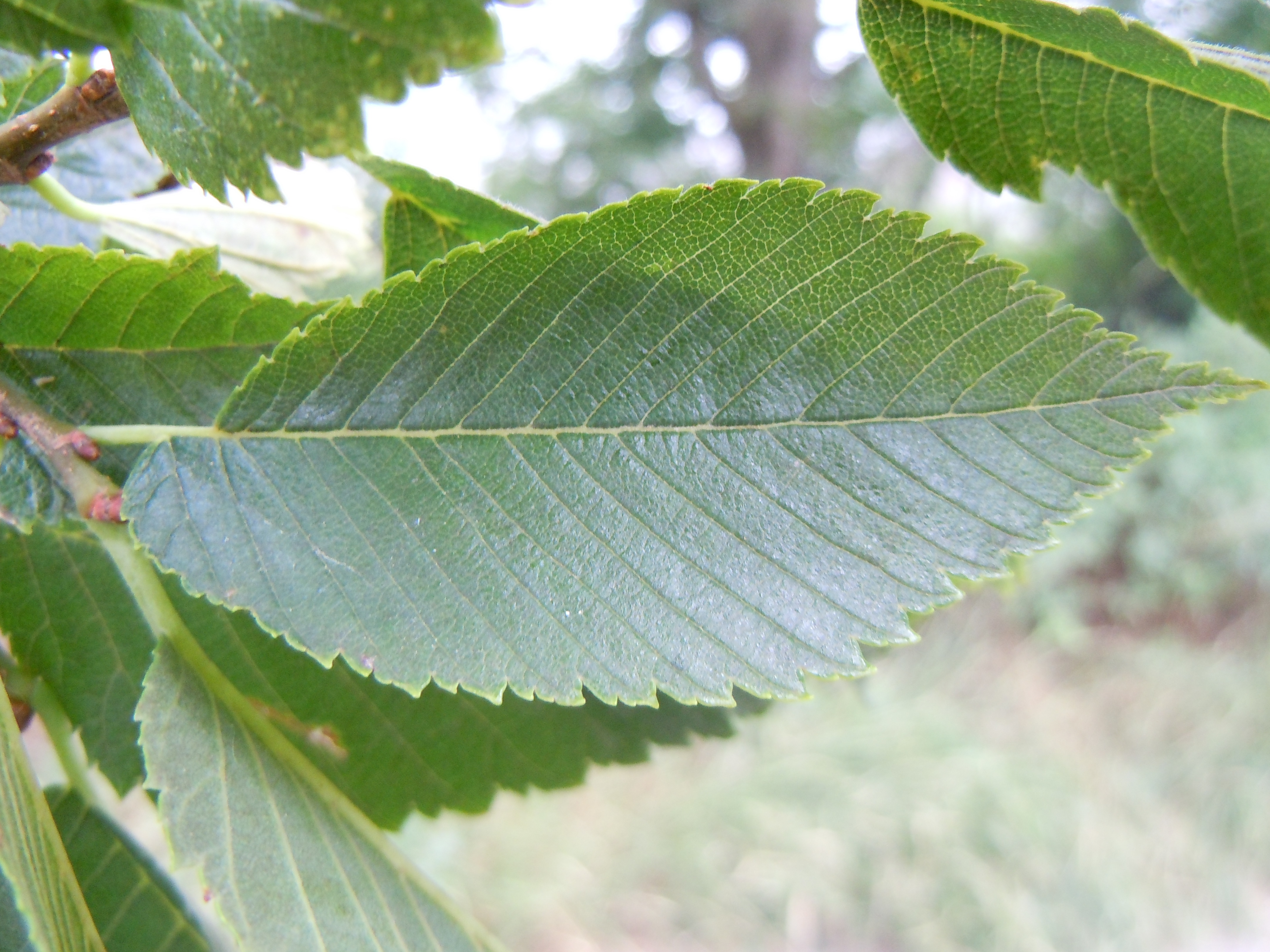
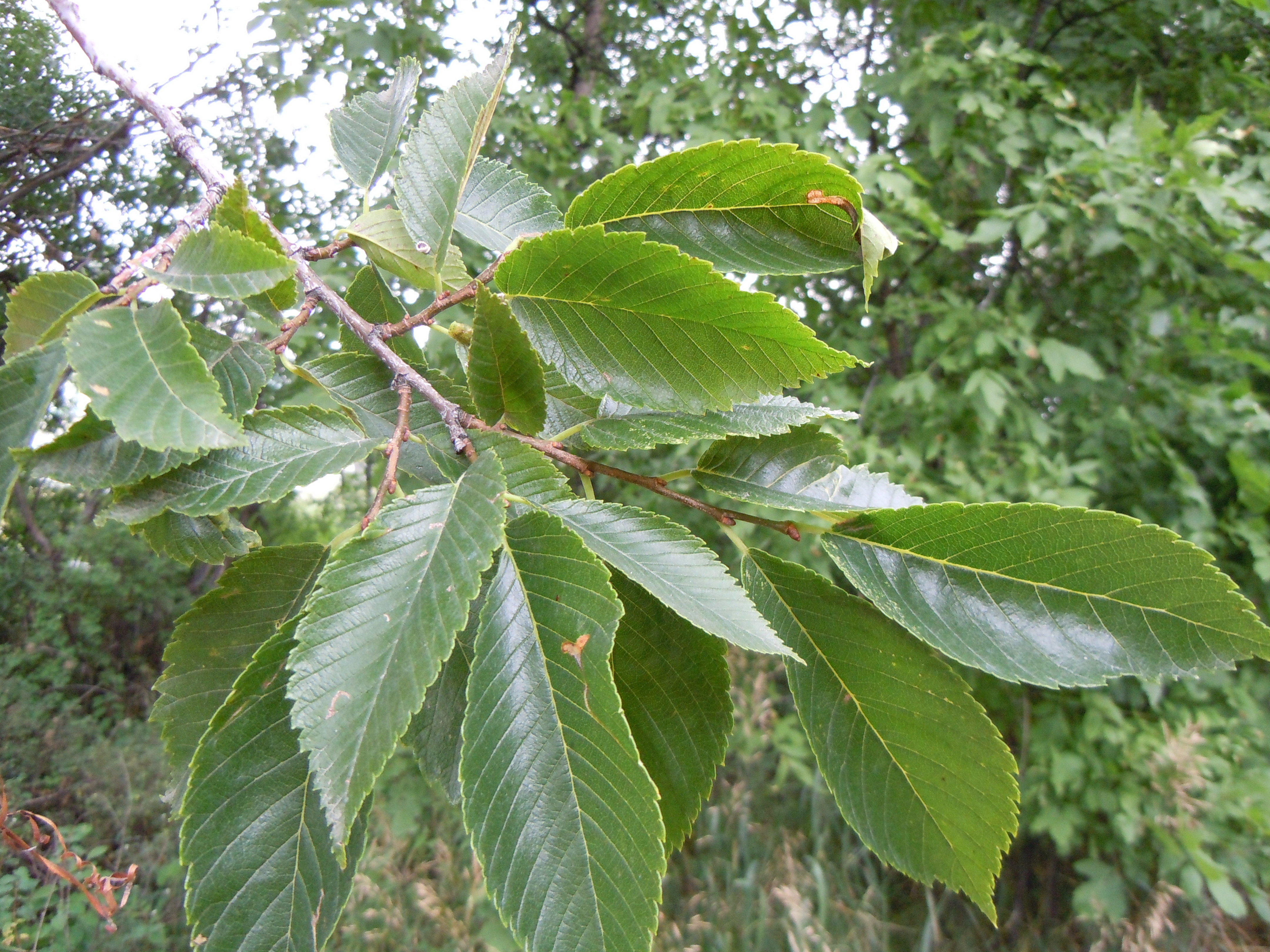
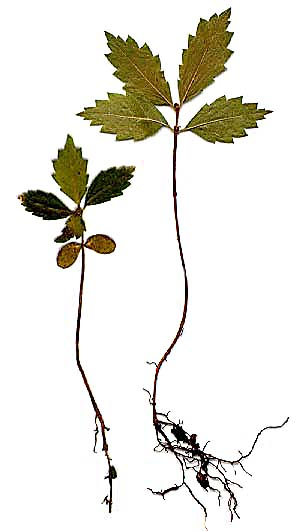